# Toxorhamphus poliopterus
Toxorhamphus poliopterus е вид птица от семейство Melanocharitidae.

## Разпространение
Видът е разпространен в Индонезия и Папуа Нова Гвинея.